# Heilig-Kreuz-Kirche (Bad Kreuznach)

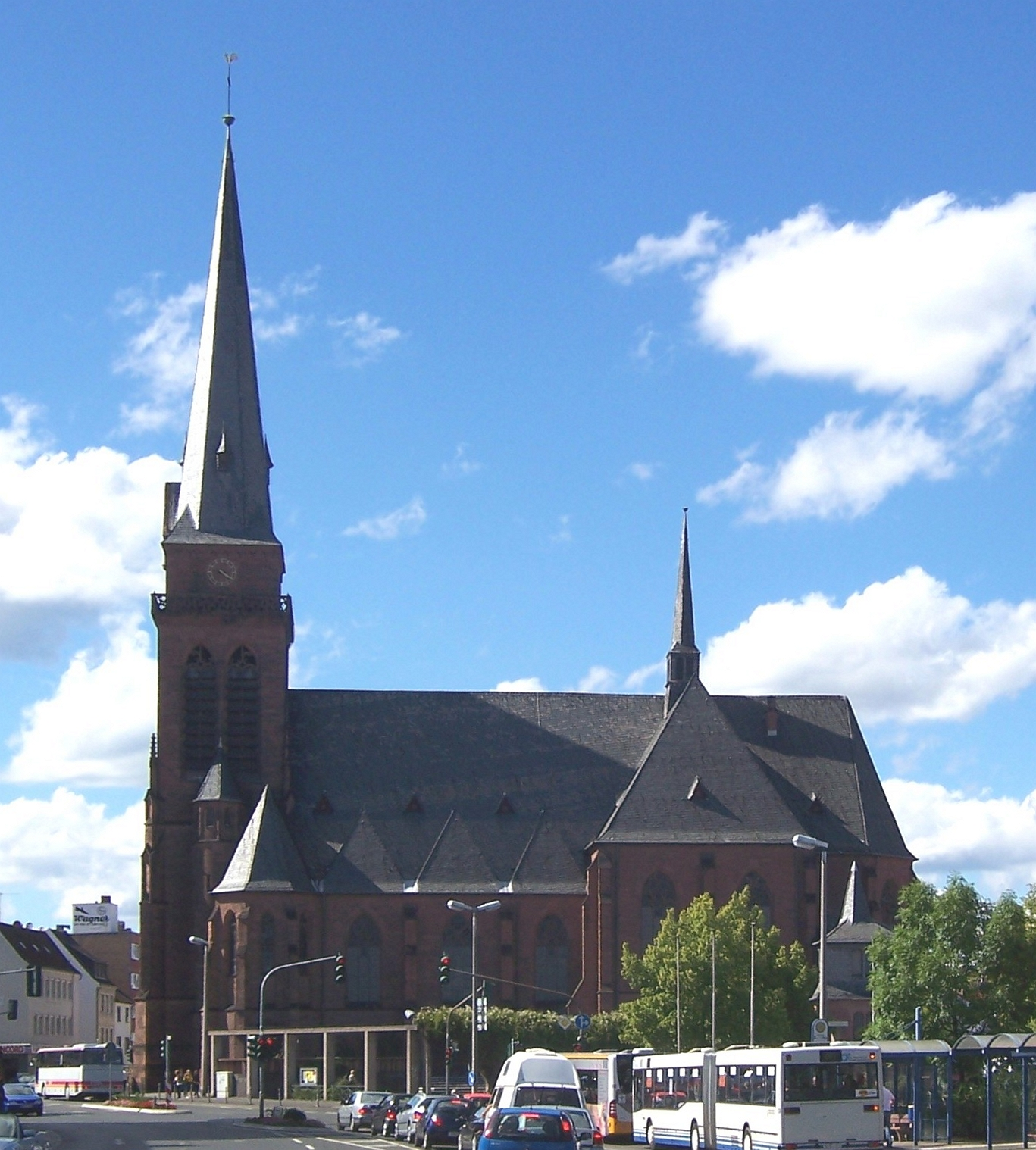
Bad Kreuznach, Heilig-Kreuz-Kirche

Die Heilig-Kreuz-Kirche ist eine römisch-katholische Kirche in Bad Kreuznach, Rheinland-Pfalz.
Sie ist Hauptsitz aller Pfarreien in der näheren Umgebung. Dazu gehören die Pfarrbezirke St. Franziskus, St. Nikolaus, St. Peter, St. Wolfgang und seit Januar 2011 in einer Pfarreiengemeinschaft Norheim, Kreuzerhöhung, Bad Münster, Maria Himmelfahrt und Hüffelsheim, Hl. Schutzengel.

## Baugeschichte
Hl. Kreuz wurde 1895 bis 1897 nach Plänen des Mainzer Dombaumeisters Ludwig Becker im Stil der Neugotik gebaut. Auffallend ist vor allem die Farbe der Steine, die in einem dunklen Sandsteinrot leuchten.
Bis 1921 wurde die Ausstattung der Kirche ausgeführt. Diese richtete sich ebenfalls nach den Entwürfen des Architekten Ludwig Becker.
Von 1921 bis 1935 wurde die Ausstattung um weitere Skulpturen ergänzt. Nach Kriegsende wurde die Kirche, die schwere Schäden erlitten hatte, zwischen 1947 und 1949 wieder aufgebaut. 1963 wurde eine Sakristei angebaut und die Krankenkapelle eingerichtet. Zwischen 1969 und 1972 wurde die Kirche von außen renoviert. Die Ausstattung wurde zuletzt 2006 saniert. Hierbei wurden Schäden an der Turmbalustrade festgestellt, was in den Jahren 2009/10 zu einer weiteren Außensanierung führte.

## Architektur

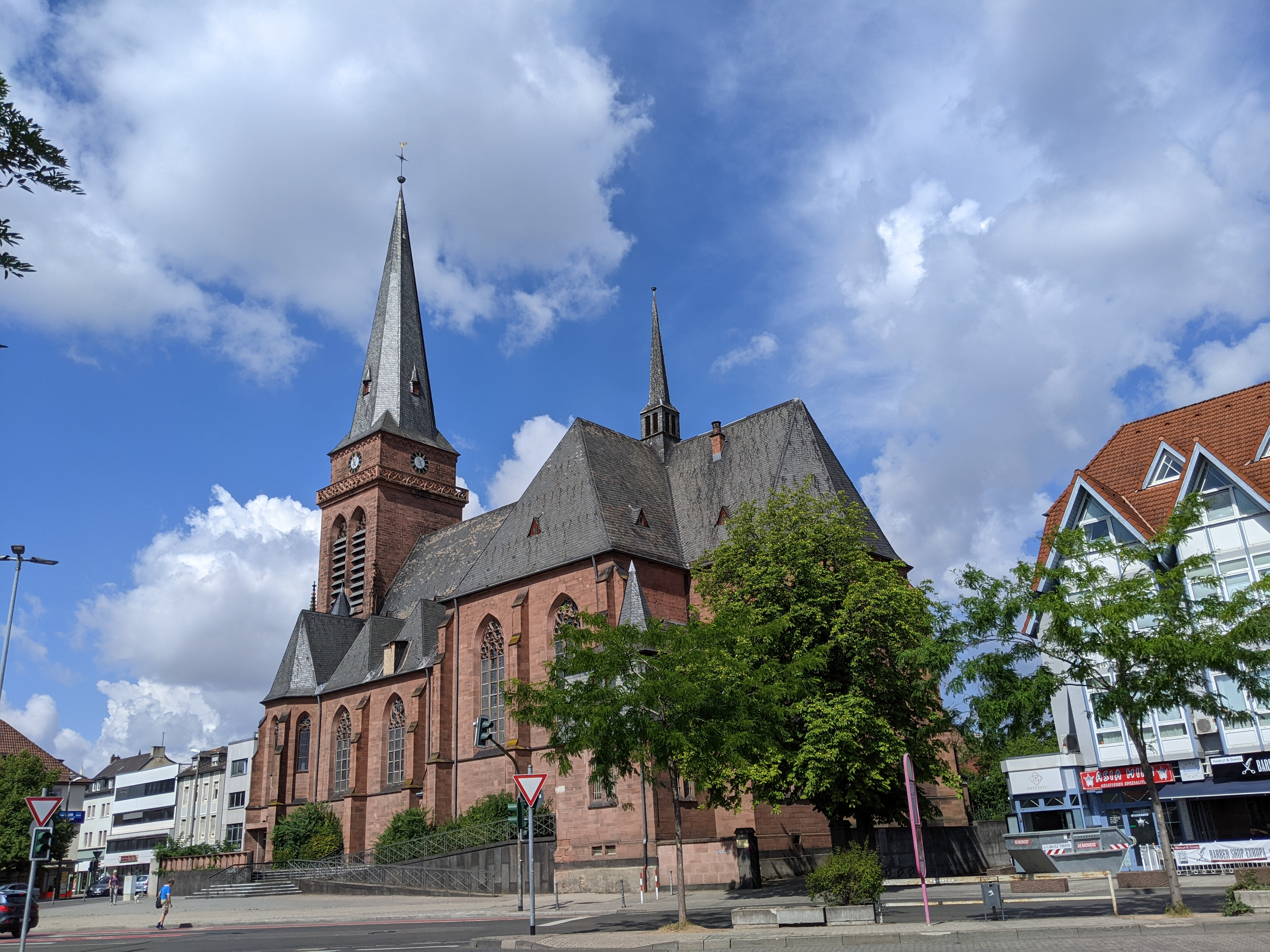
Bad Kreuznach, Heilig-Kreuz-Kirche

Die Heilig-Kreuz-Kirche ist eine neugotische, dreischiffige Hallenkirche mit breitem, aber kurzem Querhaus und schmalen, dreijochigen Seitenschiffen. Der hohe schlanke Glockenturm ist in die Fassade eingestellt, zweigeschossige Oratorien flankieren den Turm. Die lebhafte, geschieferte Dachlandschaft setzt sich aus Sattel- und Walmdächern zusammen. Ein kleiner Dachreiter markiert den Schnittpunkt zwischen Hauptschiff und Querhaus.
Das Hauptschiff geht fließend in den breiten Chorraum über. Die große Vierung lässt einen freien Blick auf den Altar zu. Säulen und Spitzbögen aus rotem Sandstein stützen das Netzgewölbe.
Die Kirche hat eine Orgelempore.

## Ausstattung

### Sakramentsaltar
Der neugotische Sakramentsaltar ist ein Flügelaltar aus Holz aus dem Jahr 1921. Er wurde von Mettler, Hartmann und Ronge ausgeführt. Dargestellt wird das Abendmahl, auf dem linken Flügel des Altars Christus am Ölberg und auf dem rechten Flügel die Emmausszene.

### Marienaltar
Der neugotische Marienaltar im linken Seitenschiff stammt von 1907, er ist aus Holz gefertigt. Dargestellt ist eine Mondsichelmadonna, flankiert von der heiligen Agnes und der heiligen Elisabeth. Auf dem linken Flügel ist die Geburt Christi dargestellt, auf dem rechten Mariä Himmelfahrt.

### Chorfenster
Die drei Chorfenster von 1969 bis 1972 wurden von Alois Plum aus Mainz entworfen. Sie zeigen Szenen aus der Offenbarung des Johannes.

### Familienaltar
Der neugotische „Familienaltar“ befindet sich im rechten Seitenschiff. Er wurde 1921 aus Holz von Mettler, Hartmann und Ronge gefertigt. Dargestellt sind die Heilige Familie und zwei Bischöfe. Die beiden Flügel sind abmontiert und hängen jetzt über dem Schrein. Auf dem linken Flügel sind Hildegard von Bingen und Gertrud von Nivelles dargestellt, auf dem rechten die Heiligen Rochus von Montpellier und Martin von Tours.

### Kreuzweg
Die Kreuzwegstationen, ebenfalls neugotisch und zwischen 1906 und 1911 geschaffen, sind im Querschiff jeweils gegenüberliegend in sechs Darstellungen angebracht.

### Kanzel
Die neugotische Kanzel aus Sandstein wurde in den Jahren 1895–97 gebaut. Ausgeführt wurde sie von Christian Hocke aus Kaiserslautern. In den Nischen sind die vier Evangelisten zu sehen und an den Ecken Johannes der Täufer sowie die Kirchenväter Hieronymus, Gregor, Augustinus und Ambrosius. Die Kanzel hat einen neugotischen Schalldeckel.

### Orgel
Die Orgel wurde 1998 von der Orgelbaufirma Sandtner (Dillingen/Donau) erbaut. Das Instrument hat 41 Register auf drei Manualen und Pedal.
| II Positiv C–g3 |        |
| Rohrgedeckt     | 8′     |
| Salicet         | 8′     |
| Unda maris      | 8′     |
| Praestant       | 4′     |
| Spitzflöte      | 4′     |
| Nasard          | 2 ⁄3′  |
| Octave          | 2′     |
| Waldflöte       | 2′     |
| Terz            | 1 3⁄5′ |
| Quinte          | 1 ⁄3′  |
| Scharff IV      | 1′     |
| Krummhorn       | 8′     |
| Tremulant       |        |

| I Hauptwerk C–g3 |     |
| Bordun           | 16′ |
| Principal        | 08′ |
| Copel            | 08′ |
| Flauto           | 08′ |
| Viola            | 08′ |
| Octave           | 04′ |
| Rohrflöte        | 04′ |
| Superoctave      | 02′ |
| Cornett V        | 08′ |
| Mixtur V         | 02′ |
| Trompete         | 08′ |

| III Schwellwerk C–g3 |       |
| Gedeckt              | 08′   |
| Concertflöte         | 08′   |
| Gamba                | 08′   |
| Vox coelestis        | 08′   |
| Fugara               | 04′   |
| Querflöte            | 04′   |
| Cornett II-IV        | 2 ⁄3′ |
| Piccolo              | 02′   |
| Fagott               | 16′   |
| Trompete             | 08′   |
| Oboe                 | 08′   |
| Vox humana           | 08′   |
| Tremulant            |       |

| Pedalwerk C–g1 |     |
| Principal      | 16′ |
| Subbaß         | 16′ |
| Octavbaß       | 08′ |
| Violoncello    | 08′ |
| Octave         | 04′ |
| Posaune        | 16′ |

- Koppeln: II/I, III/I, III/II, I/P, II/P, III/P

### Taufstein
Das neugotische Taufbecken aus Sandstein von 1895/97 wurde ebenso wie die Kanzel von Christian Hocke entworfen. Der Taufstein befindet sich in der Taufkapelle im Erdgeschoss des Glockenturms.

### Kirchenschatz
Im Kirchenschatz wird eine Strahlenmonstranz aufbewahrt. Sie stammt aus den Jahren 1724–1740 und ist aus Silber mit Vergoldung, ausgeführt wurde sie von dem Kölner Goldschmid Andreas Schmidt.

## Geläut
Die Kirche verfügt über fünf Glocken.
Das ursprüngliche Bronze-Geläute aus dem Jahr 1897 besaß die Schlagtöne des1, es1, f1. Zusätzlich gab es noch ein "Meßglöckchen", vermutlich älterer Provenienz, mit einem Gewicht von 128 kg und dem Schlagton f2.
Nach der Ablieferung im Ersten Weltkrieg wurden 1925 vier neue Glocken durch die Glockengießerei Otto in Bremen-Hemelingen geliefert. In einer sehr schweren Rippe gegossen besaßen sie die Schlagtonfolge b0, des1, es1, f1.
Die große b0-Glocke hatte ein Gewicht von über 4150 kg.
Lediglich die kleinste von ihnen, die "Caritas"-Glocke überlebte sowohl die Ablieferungswelle im Zweiten Weltkrieg als auch das Bombardement auf Bad Kreuznach, bei dem die Hl. Kreuz-Kirche schwere Schäden davontrug.
1954 entschied man sich dann für die Anschaffung von vier Gussstahlglocken des Bochumer Vereins als Ergänzung zur vorhandenen Bronzeglocke in der sogenannten Versuchsrippe 7 (V7-Rippe).
| Nr. | Name            | Gussjahr | Gießer, Gussort                         | Durchmesser | Masse   | Schlagton |
| --- | --------------- | -------- | --------------------------------------- | ----------- | ------- | --------- |
| 1   | Christus        | 1954     | BVG Bochumer Verein, Bochum             | 1900 mm     | 2500 kg | b0        |
| 2   | Familien-Glocke | 1954     | BVG Bochumer Verein, Bochum             | 1600 mm     | 1500 kg | des1      |
| 3   | Maria           | 1954     | BVG Bochumer Verein, Bochum             | 1400 mm     | 1080 kg | es1       |
| 4   | Caritas         | 1925     | Otto Glockengießerei, Bremen-Hemelingen | 1200 mm     | 1250 kg | f1        |
| 5   | Karl Borromäus  | 1954     | BVG Bochumer Verein, Bochum             | 1100 mm     | 430 kg  | as1       |

Koordinaten: 49° 50′ 34,7″ N, 7° 51′ 49″ O